# Cauquenes

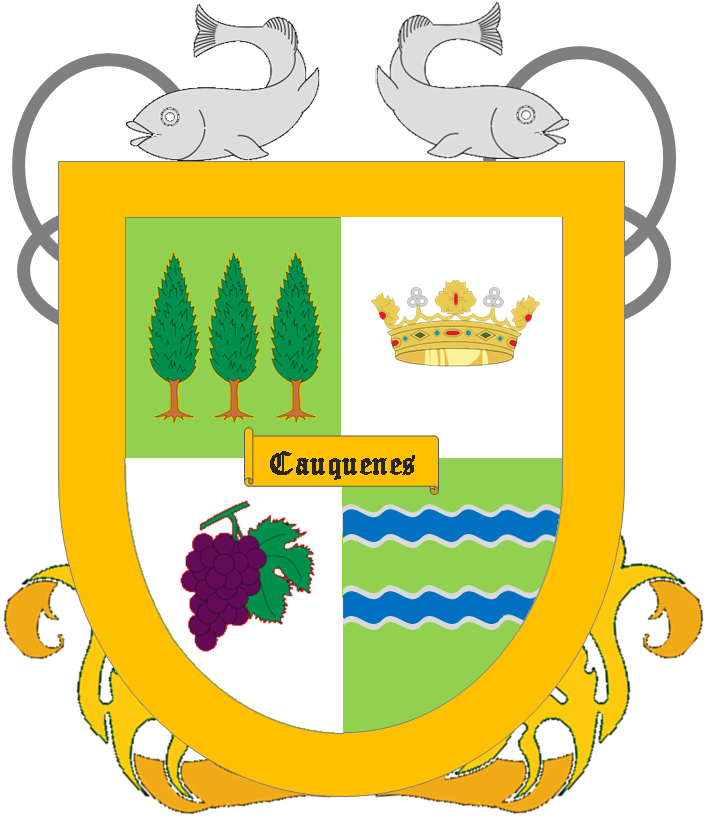
Das Stadtwappen von Cauquenes

Cauquenes ist eine Stadt in der Mitte des südamerikanischen Anden-Staates Chile. Sie liegt in der Región del Maule, Provinz Cauquenes und hat 40.441 Einwohner (Stand: 2017).

## Geografie
Cauquenes liegt etwa 155 km südöstlich von Talca. Die Städte Linares und Parral liegen etwa 90 km in östlicher Richtung. Die Stadt liegt zwischen den Flüssen Río Tutuvén und Río Cauquenes.
Das Klima ist mediterran mit warmen Sommern.

## Geschichte
Im Gebiet lebten die Ureinwohner Promaucaes del Maule. Der Schriftsteller Alonso de Ercilla y Zúñiga beschrieb sie als gut organisiertes und kämpfendes Volk im Arauco-Krieg mit den Spaniern um 1558.
Die Stadt wurde am 9. Mai 1742 als Villa de Nuestra Señora de las Mercedes Manso del Tutuván von Gouverneur José Antonio Manso de Velasco gegründet. Die Gebiete wurden vom Kaziken Cacique Ascencio Galdámez y Quiñante und seiner Frau Micaela de Araya zur Verfügung gestellt.
Der Name der Stadt wurde später in Cauquenes geändert. Der Ursprung des Namens ist nicht ganz klar, wahrscheinlich leitet er sich vom Volk der Cauques her, welches dort einmal ansässig war.
Am 27. Februar 2010 wurde die Stadt Cauquenes durch einen Tsunami als Folge des starken Erdbebens in Chile beschädigt. Neben den Zerstörungen an Rathaus, Kirche und Wohnhäusern gab es zudem 16 Todesopfer zu beklagen.

## Sehenswürdigkeiten

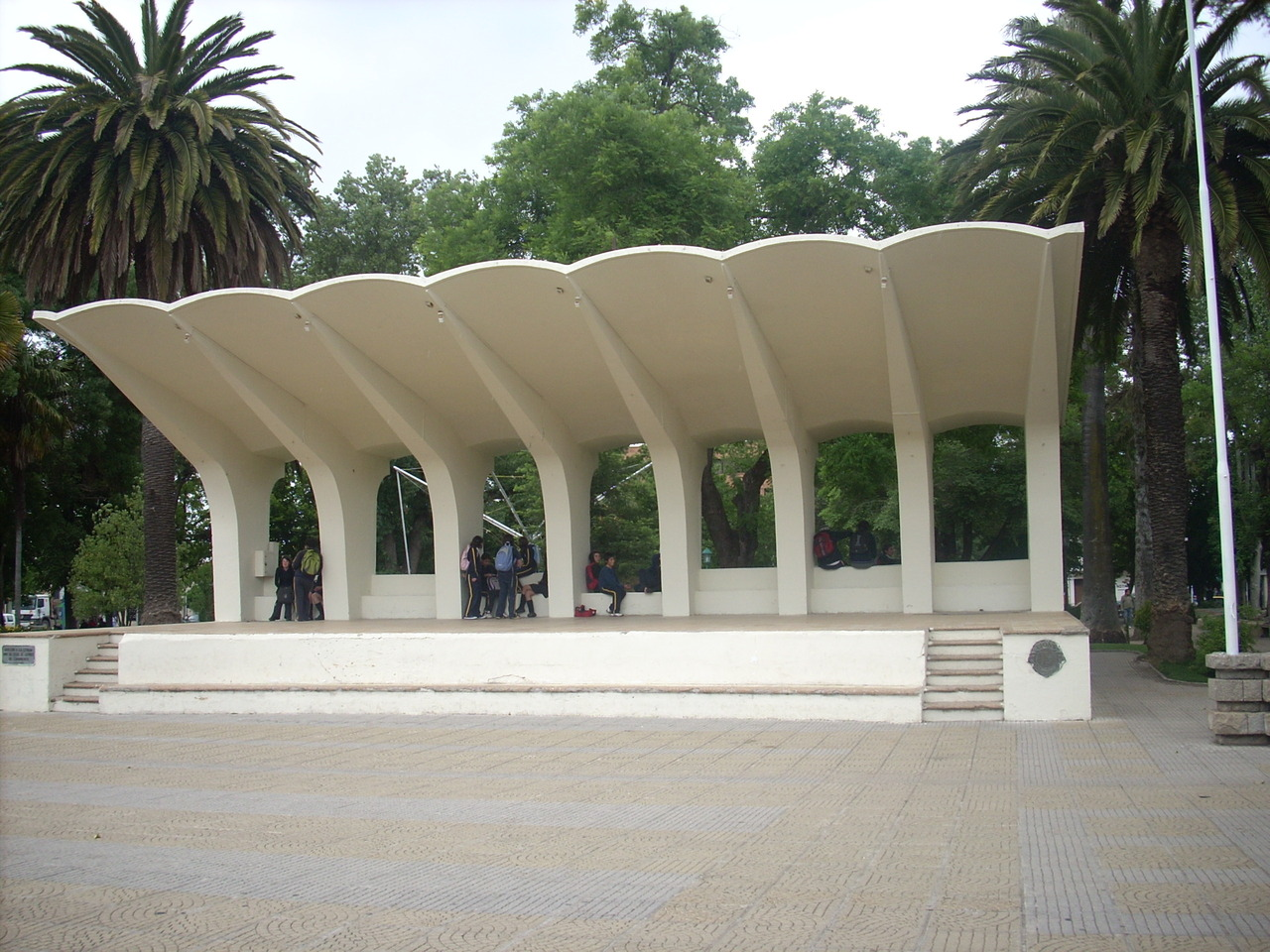
Hauptplatz der Stadt (Plaza de Armas)

Die Stadt besteht aus einer Reihe alter Gebäude, die im 19. Jahrhundert entstanden. Es gibt einen großen modernen Markt in der Stadt, wo man Kunsthandwerk erstehen kann.
50 km nordwestlich der Stadt liegt das nationale Reservat Federico Albert mit 14,5 km². Das Forstgebiet wurde um 1900 am Pazifik angelegt, um die Ausbreitung der Sanddünen von Chanco in das Landesinnere zu verhindern.
30 km westlich der Stadt liegt das nationale Reservat Los Ruiles mit 4,5 km². Es handelt sich hierbei um eine waldreiche gebirgige Landschaft.

## Wirtschaft
Das Gebiet ist vor allem durch seinen Weinanbau bekannt sowie durch die Forstwirtschaft.
Die Stadt liegt an der Panamericana.

## Söhne und Töchter der Stadt
- José Mercedes Ortega (1856–1933), Maler
- Omar Cáceres (1904–1943), Lyriker
- Óscar Sánchez (1910–1974), Fußballspieler
- Enrique Alvear Urrutia (1916–1982), Bischof
- Domingo Pino (1922–1986), Fußballspieler
- José Sepúlveda (1922–2009), Fußballspieler